# Owczarnia (Gdańsk)

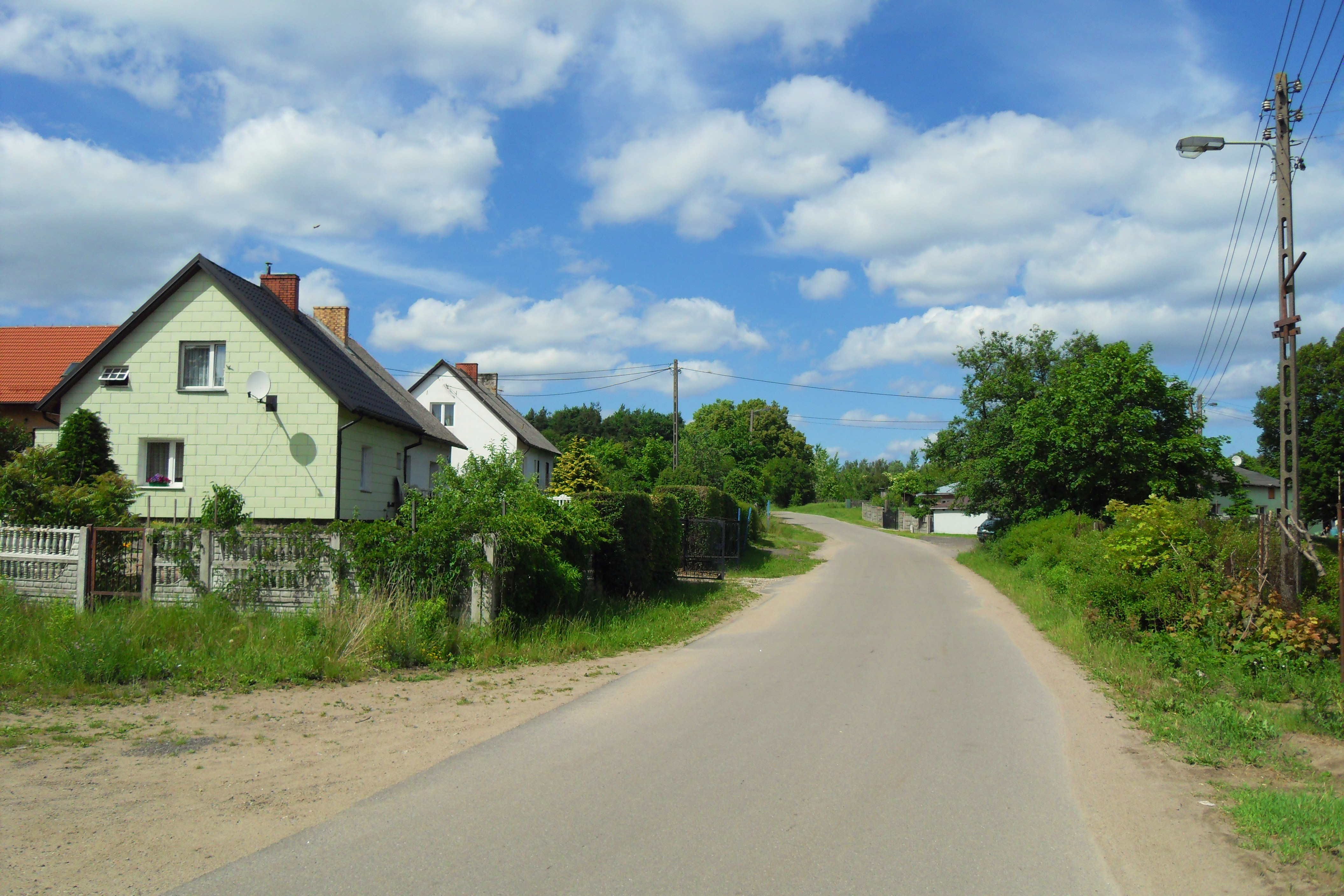
Owczarnia

Owczarnia (kaszb. Òwczarniô lub też Széperëjô, Òwczôrka, niem. Schäferei) – osiedle w Gdańsku, w dzielnicach Osowa i Matarnia, na zachodnim obrzeżu Trójmiejskiego Parku Krajobrazowego.
Owczarnia została przyłączona w granice administracyjne miasta w 1973. Należy do okręgu historycznego Wyżyny.
Obecnie nazwą Owczarnia określa się jedynie fragment dzielnicy Osowa znajdujący się po wschodniej stronie obwodnicy Trójmiasta S6, lecz historycznie Owczarnia zajmuje prawie trzy razy większy teren, nazywany dziś Nowym Światem.
W Owczarni znajduje się leśniczówka oraz węzeł drogowy z obwodnicą Trójmiasta umożliwiający dojazd do  przesypowni wapieni i gipsów, jak również do Pomorskiej Giełdy Hurtu Rolno-Spożywczego Rënk oraz do Selgros Cash and Carry.
Wzdłuż współczesnej ul. Owczarnia przebiegała granica Wolnego Miasta Gdańska.